# Hofgartenschloss

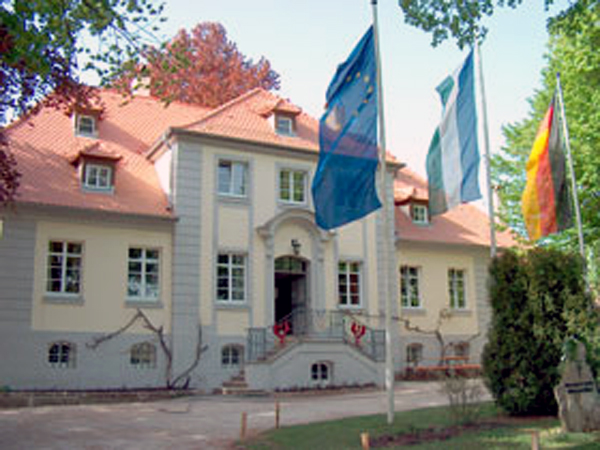
Das Alte Hofgartenschloss, auch das Hofgärtnerhaus

Das Alte Hofgartenschloss, auch Hofgärtnerhaus oder nach seinem langjährigen Mieter „Frankonenschloß“ genannt, ist ein von Johann David Steingruber im Auftrag von Christian Friedrich Carl Alexander von Brandenburg-Ansbach 1772 erbautes spätbarockes Herrenhaus in Triesdorf. Es gilt als Idealform des Ansbacher Baustils des späten 18. Jahrhunderts, der das Stadtbild von Ansbach bis heute prägt. Die Fassade des Hauptgebäudes ist älter, sie wurde von der abgebrochenen Carls-Passage (erbaut 1750) abgebaut und am Hofgartenschloss wiederverwendet.
Das Hofgartenschloss war einst Teil der markgräflichen Sommerresidenz Triesdorf. In den letzten 40 Jahren wurden das Hauptgebäude und der Ostflügel des denkmalgeschützten Gebäudes durch den Eigentümer, den Bezirk Mittelfranken, und der langjährigen Mieterin des Hauptgebäudes, die Landsmannschaft Frankonia zu Triesdorf, komplett saniert.

## Sommerresidenz Triesdorf
Triesdorf gehörte ursprünglich den Herren von Seckendorff. Am 18. September 1600 kaufte Markgraf Georg Friedrich I. von Brandenburg-Ansbach das Triesdorfer Schlossgut von Wolf Balthasar von Seckendorff. Das Schlossgut bestand damals aus einigen Gebäuden, die zu einem Gutshof gehörten, einer Kirche und dem 1454 erbauten Wasserschloss der Familie von Seckendorf.
In den folgenden zwei Jahrhunderten bauten die Ansbacher Markgrafen Triesdorf zu einer fürstlichen Residenz im Stil der Zeit aus und gaben dem Ort sein für ein fränkisches Dorf ungewöhnliches Gesicht. Zu einem solchen sommerlichen Refugium gehörte auch ein Gutshof, um die Hofgesellschaft möglichst autark verpflegen zu können. Neben einem eigentlichen Gutshof, der sogenannte Ökonomie, wurden auch Gärtner beschäftigt. Das erste Wohnhaus für den Triesdorfer Hofgärtner wurde 1701 unter der Direktion Gabrielis durch den Vice-Bauinspektor Johann Braunstein in der Nähe der Meierei errichtet. Noch 1767 wurde das Haus auf einem Plan Kneuleins als Hofgärtnerhaus bezeichnet. Die damalige Lage des Bauwerks wird durch die unmittelbare Nähe des alten Küchengartens verständlich. Erst 50 Jahre nach Anlage des neuen Küchengartens von 1723 erhielt der Hofgärtner ein Wohnhaus am nunmehrigen Arbeitsplatz. In einem Protokoll Steingrubers vom 14. März 1772 wurde vom Bau eines neuen Hofgärtnerhauses berichtet. Die Baunachricht wurde durch ein Kammerdekret vom 4. April 1772 bestätigt, in dem angeordnet wurde, das Baumaterial der abgebrochenen Carls-Passage zum Bau des neuen Hofgärtnerhauses zu verwenden.

### Das Hofgartenschloss

Auszug aus einer Karte Paul Amadé Biarelles von 1751. A Straße von Triesdorf zum Merkendorfer Tor/Waldeck, B Orangerie (Standort des heutigen Schlosses), C Gartenanlage, heute Pflanzenversuchsflächen der Landwirtschaftlichen Lehranstalt, D Zufahrt zum Hofgartenschloss, heute Obstplantage

Das Hofgartenschloss wurde auf dem Platz der Orangerie am Südrand des neuen Küchengartens unter Verwendung von Teilen der Warmhäuser errichtet. Diese blieben als lange, ebenerdige Flügel teilweise erhalten. Das Haus hat in seiner Fassade die im Fürstentum übliche Gliederung bürgerlicher Häuser mit rustizierten Lisenen und erhöhten Putzfeldern. Das Dach ist in der Art Steingrubers ausgeführt. Ein schwach vorspringender Risalit von drei Achsen nimmt die Gebäudemitte ein und ist als Mansardgeschoss in die Höhe geführt. Je zwei Fenster flankieren den Mittelbau. Zwei weitere Flügel schließen sich beidseitig in gleicher Traufkantenhöhe an und werden durch lange, eingeschossige Warmhäuser verlängert. Das stattliche Portal mit seinem hohen Korbbogendach ist das Portal der eingelegten Carls-Passage, das Bauinspektor Steingruber dem Wohnhaus des Hofgärtners als pompösen Eingang einfügen ließ. Neben dem Inhalt der Baunachrichten bestätigt das Monogramm Alexanders im schmiedeeisernen Geländer der Freitreppe, dass das Haus im Auftrag des letzten Markgrafen erbaut wurde.

### Heutige Nutzung
In der nachmarkgräflichen Zeit diente das Gebäude als Abstellkammer und stand längere Zeit leer. 1968 schloss die Studentenverbindung Landsmannschaft Frankonia zu Triesdorf einen langfristigen Mietvertrag über das Hauptgebäude ab. In der Folge wurde das Hauptgebäude in mehreren Bauphasen von Grund auf renoviert. Der Gewölbekeller wurde trockengelegt und dient als Veranstaltungsraum. Im Erdgeschoss wurden eine Kneipe und Gemeinschaftsräume der Studentenverbindung eingerichtet, im Obergeschoss befinden sich an Studenten vermietete Zimmer.
In den 1990er-Jahren wurde der Westflügel ebenfalls renoviert. Dort befinden sich Schulräume und eine Mosterei der Landwirtschaftlichen Lehranstalten. Der noch nicht renovierte Ostflügel enthielt den Paukboden der Studentenverbindung und eine Abstellkammer der Landwirtschaftlichen Lehranstalten. Aufgrund der geänderten Brandschutzvorschriften und des Bauzustandes endete dieser Mietvertrag nach mehr als 50 Jahren im Juni 2022.
Nachdem die ehemalig verpachtete Gärtnerei aufgegeben wurde, umgibt heute das Hofgartenschloß das sogenannte Pomoretum. Im westlichen Anbau befinden sich Wirtschafts- und Schulungsräume.

Die Carls-Passage nach einer Zeichnung von Johann David Steingruber 1750

## Die einstigen Carls-Passagen
Der Bau von drei Passagen kann aus der zeitgenössischen Literatur und aus den Hofbauakten nachgewiesen werden. Im Jahre 1750 ließ Carl Wilhelm Friedrich von Brandenburg-Ansbach seinem eigenen Namen zu Ehren die Carls-Passage erbauen und als Galanterie für seine Gemahlin Friederike-Louise von Preußen noch im gleichen Jahr die Louisen-Passage. Als drittes Jagdhaus ließ er 1755 zu Ehren seiner Schwiegertochter Friederike Caroline von Sachsen-Coburg die Carolinen-Passage errichten.
Die eigenartige Benennung der Gebäude ist unterschiedlich gedeutet worden. Meist wurde ihre Bezeichnung in dem Sinn verstanden, dass in ihr die Möglichkeit der Durchfahrt durch das Gebäude zum Ausdruck kommen sollte, wobei man annahm, dass die Lusthäuser über dem Achsenkreuz zweier Fahrstraßen errichtet waren. Schon die Lage dieser Bauwerke schließt diese Deutung aus. Sie befanden sich abseits der Verkehrswege inmitten der Wiesen des Altmühltales. Der Begriff der Passage hat aber neben seiner räumlichen Bedeutung auch einen zeitlichen Gehalt, etwa in dem Sinn, das Vorübergehende eines kurzfristigen Aufenthalts auszudrücken. Diese Erklärung würde auch der Bestimmung der Lusthäuser näher kommen.
Zeitgenössische Quellen berichteten, dass 1750 die Carls- und Louisen-Passage „der Paiz halben“ erbaut wurden. Als Jagdhäuser dienten sie dem vorübergehenden Aufenthalt der fürstlichen Jagdgesellschaft als Ausgangs- und Sammelpunkt bei der Reiherbeize (Falkenjagd). Von dieser Bestimmung her sind sowohl die Lage als auch die Bauform der Passagen klargestellt. Sie waren kleine Filialen des größeren Falkenhauses im Ortskern und dazu bestimmt, als eine Art von komfortablem Ansitz auf Vogelwild bei der Falkenjagd zu dienen. In Triesdorf boten sich die Wiesen und Weiden des breiten Altmühltales als ideales Revier für diese Jagdart an. Die Beizjagd unterscheidet zwei Arten ihrer Ausführung: die Jagd von der Faust und das Anwarten. Im ersten Fall wird der Falke erst dann von der Faust geworfen, wenn der Treiber beizbares Wild „hochmacht“. Beim Anwarten steigt der zum hohen Flug geworfene Falke in weiten Spiralen in die Luft, um in großer Höhe über seinem Herrn stehen zu bleiben, bis dieser das zu jagende Vogelwild auffliegen lässt. Dann erst stürzt sich der anwartende Falke auf den aufsteigenden Reiher. Für diese zweite Beizart scheinen die Passagen erbaut worden zu sein. Bei ihrer Ebenenlage boten sie der Jagdgesellschaft eine erhöhte Bühne, von der aus die Szene beobachtet werden konnte. Dieser Absicht trug Steingruber bei seinen Entwürfen Rechnung. Er umgab die Carls-Passage mit einer Terrasse und entwarf bei der Louisen-Passage vier sich nach den Himmelsrichtungen öffnende Balkone. Das gänzliche Fehlen von Wohnkabinetts und Schlafräumen bestätigt, dass die Lusthäuser nur kurz befristetem Jagdvergnügen Raum geboten haben.
Ein exakter Zeitpunkt, wann Markgraf Carl Alexander die Passagen seines Vaters einlegen ließ, ist nicht bekannt, die Carls-Passage wurde spätestens 1772 eingelegt.